# Kroktjärnen (Jörns socken, Västerbotten, 724934-169898)
Kroktjärnen är en sjö i Skellefteå kommun i Västerbotten och ingår i Byskeälvens huvudavrinningsområde. Kroktjärnen ligger i Byskeälven Natura 2000-område.